# Arrest Cadix/AEH
Het arrest Cadix/AEH (HR 13 december 1968, NJ 1969/174) ook bekend als Polyclens, is een arrest van de Nederlandse Hoge Raad dat betrekking heeft op aansprakelijkheid voor gebruikte zaken.

## Betrokken partijen
Deze partijen waren betrokken bij de rechtszaak:
- Aluminium Extruders Holland (AEH) = Het bedrijf dat gevraagd had de hal schoon te maken.
- Hessing = Het schoonmaakbedrijf
- Cadix Nederland NV = De leverancier van het schoonmaakmiddel Polyclens.

## Casus
Hessing kreeg in 1963 opdracht van het bedrijf AEH om de vloer van een fabriekshal schoon te maken. Hessing mocht zelf bepalen welk schoonmaakmiddel wordt gebruikt, als maar geen schade wordt aangebracht aan de aluminium goederen in de hal. Als schoonmaakmiddel werd Polyclens gebruikt dat bij Cadix wordt gekocht. Dit bedrijf garandeert (ook in een folder) de neutraliteit en de onschadelijkheid van het middel. Het middel bleek echter schadelijk voor het aluminium: aan de aluminium goederen is een schade van f 18.046 toegebracht.
AEH stelt Hessing aansprakelijk, die op zijn beurt Cadix aansprakelijk stelt voor de schade.

## Rechtsvraag
De rechtsvraag 'Is Cadix aansprakelijk voor de schade?' werd bevestigend beantwoord.

## Procesgang
Hessing heeft Cadix aansprakelijk gesteld, en zijn vordering op Cadix – voor het bedrag van de schade á ƒ18.046 – bij akte van cessie overgedragen op AEH. Op grond van deze cessie vordert AEH schadevergoeding van Cadix. De vordering is door de rechtbank toegewezen.
Dit vonnis is in hoger beroep door het hof bekrachtigd (bevestigd) en het cassatieberoep is verworpen. Daarmee is Cadix dus veroordeeld tot het betalen van de schadevergoeding.

## Uitspraak Hoge Raad
Bij een resultaatsverbintenis dient de uitvoerder ervoor in te staan dat de middelen die hij gebruikt geschikt zijn voor het doel. Dit kan slechts anders zijn indien de redelijkheid en billijkheid of verkeersopvattingen aanleiding geven tot een uitzondering. Dit laatste is niet van toepassing, omdat Cadix in casu een garantie heeft gegeven. De Hoge Raad overwoog:

dat toch, indien de aard van de overeenkomst, de verkeersopvattingen of de redelijkheid van een bepaald geval geen aanwijzingen opleveren voor het tegendeel, als regel valt aan te nemen dat de schuldenaar van een resultaatsverbintenis er voor heeft in te staan dat het materiaal waarvan hij zich voor de uitvoering van zijn verbintenis bedient, in het algemeen de eigenschappen bezit die dit voor dit doel geschikt doen zijn;